# George Ciamba
George Ciamba (ur. 22 lutego 1966 w Bukareszcie, zm. 12 lipca 2021) – rumuński dyplomata i urzędnik państwowy, ambasador Rumunii w Turcji (1999–2001) i Grecji (2005–2012), w latach 2018–2019 minister delegowany ds. europejskich.

## Życiorys
W 1989 ukończył inżynierię elektryczną na Uniwersytecie Politechnicznym w Bukareszcie, a w 1993 stosunki międzynarodowe na Uniwersytecie Bukareszteńskim. W latach 90. kształcił się też w zakresie dyplomacji na Stanford University. W grudniu 1990 rozpoczął pracę w rumuńskiej dyplomacji. Początkowo zajmował się kwestiami proliferacji i energii atomowej, pracował jako kierownik kancelarii, a od 1996 do 1999 był wicedyrektorem i dyrektorem departamentu ds. Ameryki Północnej. W latach 1999–2001 pozostawał ambasadorem w Turcji, następnie do 2003 – stałym przedstawicielem Rumunii przy Organizacji Współpracy Gospodarczej Państw Morza Czarnego. Pomiędzy 2003 a 2005 zajmował stanowisko sekretarza stanu w ministerstwie spraw zagranicznych, odpowiadał m.in. za relacje z Unią Europejską, po czym do 2012 kierował rumuńską ambasadą w Grecji. W latach 2012–2016 i 2017–2018 ponownie był sekretarzem stanu w resorcie dyplomacji.
14 listopada 2018 powołany na stanowisko ministra delegowanego ds. europejskich w rządzie Vioriki Dăncili z rekomendacji Partii Socjaldemokratycznej; zastąpił Victora Negrescu. Zakończył pełnienie tej funkcji w listopadzie 2019 wraz z całym gabinetem.

## Odznaczenia
Odznaczony m.in. Orderem Zasługi III klasy (2000), Wielkim Krzyżem Orderu Feniksa (2012) oraz Orderem Gwiazdy Rumunii V klasy (2019).

## Życie prywatne
Jego żona także podjęła pracę w dyplomacji, powołana m.in. na konsula generalnego w Turcji. Miał córkę (ur. 2003).